# وصلة شوتكي

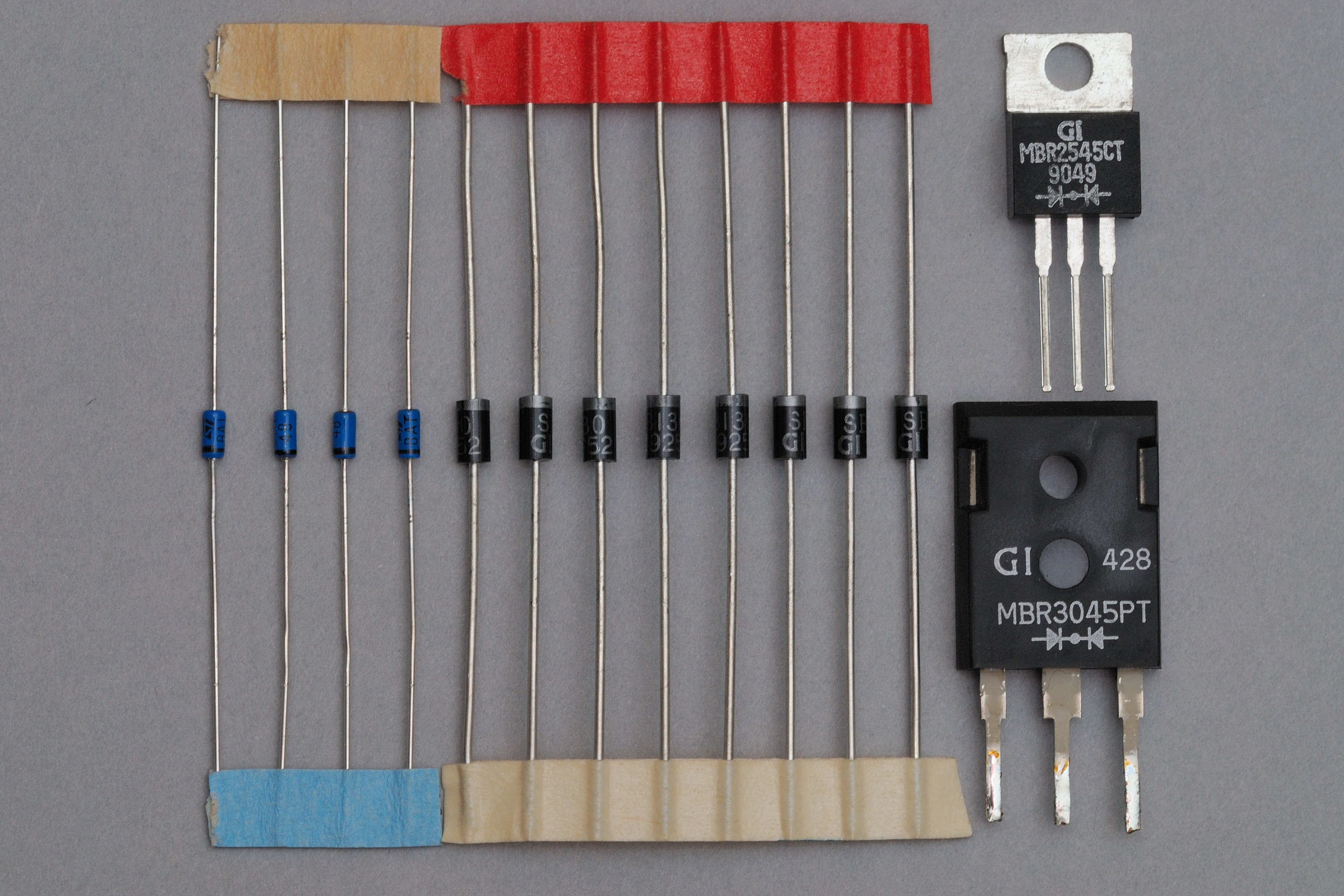
مختلف أنواع ديود شوتكي لتطبيقات مختلفة.

وصلة شوتكي أو ديود شوتكي (بالإنجليزية: Schottky diode)‏
هي أحد المكونات الإلكترونية وهي نوع خاص من وصلة بي إن (ديود) حيث يقوم معدن مقام «شبه الموصل نوع بي» في الوصلة. تتكون في وصلة p-n تقليدية من شبه موصل مشوب بمادة فقيرة الإلكترونات فتكون حاملة ثغرات موجبة الشحنة وتسمى «نوع بي». وتوصل معها شبه موصل مشوب بذرات غنية بالإلكترونات، وينتج منها «النوع إن» تكثر فيها الإلكترونات وتصبح سالبة الشحنة. ويتكون الصمام الثنائي من جزئين أحدهما «النوع بي» والآخر من «النوع إن» وهكذا تنتج «الوصلة بي-إن». وصلة شوتكي تستعيض عن «النوع بي» بمعدن.
ينتج من هذا التلاصق معبر p-n خاص في وصلة شوتكي وهي تعمل تحت ظروف معينة كمقاومة أومية.
من أهم مميزات ثنائي شوتكي أنه سريع الفتح والإغلاق لذلك يتم استخدامه في دارات الترددات العالية (طول الموجة مليمترية، أي في نطاق تردد جيجا هرتز) (جهد الفتح له 0,4 فولت)، كما يستخدم في دارات التقنية الرقمية أيضاً.

## تاريخها
سمي ديود شوتكي باسم الفيزيائي الألماني الذي ابتكره «والتر شوتكي» في عام 1938 حيث عمل وصلة شبه موصل-ومعدن. وكانت قدرة تلك المادة على تقويم التيار المتردد معروفة منذ عام 1874 حيث اكتشفها «فردناند براون» لأول مرة.
وكانت الوصلة تتكون أصلا من وصلة-شبه موصل-ومعدن بطريقة إبرية، حيث كانت إبرة معدنية ترتكز على سطح شبه الموصل. وقد تم استخدامها خلال القرن العشرين في محس الاستقبال. فكانت وصلة شوتكي عبارة عن مكشاف بلوري لاستقبال موجات الراديو، إلا أنه لم يكن مستديما. لذلك استبدلت فيه سلك الوصلة بطبقة رقيقة من المعدن، وهذا هو تكوين ديود شوكلي المستعمل إلى اليوم.

## ديود شوتكي في الإلكترونيات

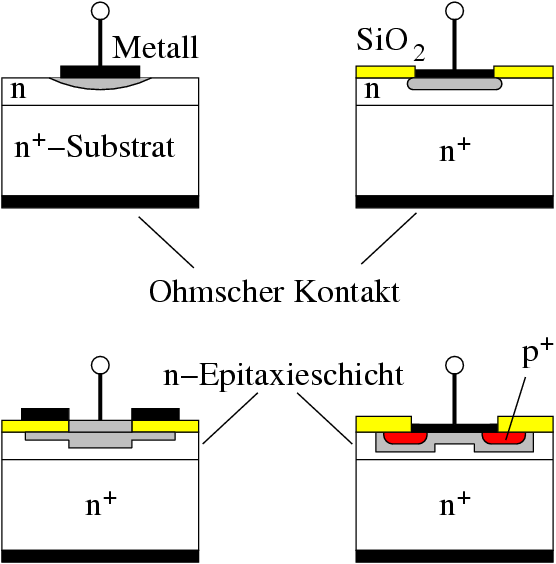
عدة تصميمات لوصلة شوتكي.

الرمز الكهربائي لوصلة شوتكي.

نظرا لسرعة ديود شوتكي في العمل فهو يستخدم في تطبيقات التردد العالي بما في ذلك نطاق الموجات الميكرومترية، ذلك لأنه يتميز بسعة تشبع صغيرة. لذلك يستخدم لخفض الجهد في الحث، كا يستخدم كمقوم للتيار المتردد، ويمكنه العمل حتى ترددات أعلى من 1 ميجا هرتز. كما يستخدم في دارات المكشافات ودارات فك التعديل.
يتميز ديود شوتكي بانخفاض صغير في الجهد في اتجاه التيار (نحو 4و0 فولط) وهذا أقل كثيرا بالمقارنة بوصلة بي-إن. لذلك فهو يوصل على التوازي مع المنبع-والمجمع في مقحل زوجي الأقطاب السليكوني، فيمنع تشبع الترنزستور من الوصول إلى التشبع، ويعمل على سرعة فتح وقفل الترانزستور.
وقد أدى ذلك إلى انتشار أنواع من الموسفت العالية القدرة وفي الترددات العالية مثلما في دوائر الشبكة الكهربائية، وكذلك في دارات ترانزستور-ترانزستور المنطقية TTL والتقنية الرقمية، مثلما في المنتجات 74AS , 74(A)LS.
من مساوئ ديود شوتكي هو شدة تسريبه للتيار بالمقارنة بوصلة بي-إن.

## اقرأ أيضا
- ديود
- وصلة بي إن
- مقحل وصلة حقلي
- موسفت
- مضخم عملياتي
- بوابة منطقية
- الدارات المنطقية
- منطقة انخفاض